# Jaime García-Herranz
Jaime García-Herranz Camps (Valencia, 21 de octubre de 1902 - Mora de Rubielos, 14 de agosto de 1966) fue un guionista de cine español. Actor ocasional y autor teatral, fue uno de los fundadores en 1952 de la Cooperativa de Cinema de Madrid.

## Filmografía

### Guionista
- La cesta (1965)
- El señor de La Salle (1964)
- Isidro el labrador (1964)
- Piedra de toque (1963)
- Dos años de vacaciones (1962)
- Fray Escoba (1961)
- Bello recuerdo (1961)
- Un americano en Toledo (1960)
- Don Lucio y el hermano Pío (1960)
- Un rayo de luz (1960)
- Bajo el cielo andaluz (1960)
- Un ángel tuvo la culpa (1960)
- Molokai, la isla maldita (1959)
- El ruiseñor de las cumbres (1958)
- El sol sale todos los días (1958)
- Ángeles sin cielo (1957)
- Orgullo (1955)
- Tres eran tres (1954)
- Brindis al cielo (1954)
- Cerca de la ciudad (1952)
- Truhanes de honor (1950)
- Tres ladrones en la casa (1950)
- Misión blanca (1946)
- ¡A mí la legión! (1942)

### Actor
- Y ahora, una de ladrones (1936)
- La hija del penal (1936)
- Una de fieras (1934)

### Música
- letra de Chun-dara-tachun El ruiseñor de las cumbres (1958)

## Premios
Medallas del Círculo de Escritores Cinematográficos
| Año  | Categoría   | Película       | Resultado |
| ---- | ----------- | -------------- | --------- |
| 1954 | Mejor guion | Tres eran tres | Ganador   |
| 1959 | Mejor guion | Molokai        | Ganador   |
| 1961 | Mejor guion | Fray Escoba    | Ganador   |

- 1952/53 - Premio Nacional de guiones del Sindicato Nacional del Espectáculo en la temporada por Orgullo[6]